# Бернкастель-Віттліх (район)
Бернкастель-Віттліх (нім. Bernkastel-Wittlich) — район у Німеччині, у складі федеральної землі Рейнланд-Пфальц. Адміністративний центр — місто Віттліх.

## Географія
Район лежить по обидва боки Мозеля, що протікає через район з південного заходу на північний схід. На півночі пейзаж піднімається до Айфеля, на півдні до Хунсрюка. На крайньому півдні району знаходиться найвища гора Хунсрюка, Ербескопф (816 м), яка також є найвищою горою в Рейнланд-Пфальц.

## Сусідні райони
Район межує за годинниковою стрілкою з півночі, починаючи з районів Вулканайфель, Кохем-Целль, Рейн-Хунсрюк-Крайс, Біркенфельд, Трір-Саарбург і Айфелькрайс Бітбург-Прюм.

## Історія
Сьогоднішній район Бернкастель-Віттліх був розділений на багато територій до кінця 18 століття. У війнах, спровокованих французькою революцією, територія опинилася під владою Франції. У 1815 році він перейшов під адміністрацію Пруссії, а в 1816 році були утворені два округи Бернкастель і Віттліх, які у 1946 році увійшли до складу землі Рейнланд-Пфальц.
Район Віттліх і більша частина району Бернкастель були об'єднані в сьогоднішній район під час районної реформи в Рейнланд-Пфальц 7 червня 1969 року з містом Трабен-Трарбах і місцевими громадами Бург, Енкірх, Старкенбург і Талклейніч з районом Целль (Мозель). Район навколо Раунена в районі Бернкастель увійшов до складу округу Біркенфельд. 7 листопада 1970 року розмежування району було змінено. Місцеві громади Бойрен, Ірменах та Льотцбюрен у районі Рейн-Хунсрюк та місцеві громади Брайт, Будліх, Гайденбург та Тріттенхайм у районі Трір-Саарбург були додані до району, а місцеві громади Шпангдалем, Грансдорф, Оберка, Зайнсфельд і Штайнборн були включені до району Бітбург-Прюм змінено.
1 січня 2012 року місцева громада Тріттенхайма повернулася до району Трір-Саарбург.
25 травня 2009 року округ отримав від федерального уряду звання «Місце розмаїття».

## Населення
Населення району становить 112 685 осіб (станом на 31 грудня 2020).

## Адміністративний поділ
Район складається зі 105 міст і громад (нім. Gemeinden), об'єднаних в 4 об'єднань громад (нім. Verbandsgemeinden), а також одного самостійного міста і однієї самостійної громади, що не входять до складу жодного з об'єднань громад.
Дані про населення наведені станом на 31 грудня 2020. Зірочками (*) позначені центри об'єднань громад.
Самостійні міста/громади::

| - 1. Віттліх (місто) * (19222) - 2. Морбах (10539) |

| Об'єднання громад: | | |
| - 1. Бернкастель-Кюс 1. Бернкастель-Кюс (місто) * (7092) 2. Браунеберг (1129) 3. Бурген (570) 4. Вінтріх (871) 5. Горнгаузен (207) 6. Гохшайд (269) 7. Граах-ан-дер-Мозель (641) 8. Ерден (398) 9. Кестен (332) 10. Кляйніх (693) 11. Коммен (295) 12. Лесніх (451) 13. Лізер (1231) 14. Лонгамп (1109) 15. Марінг-Нофіянд (1452) 16. Мінгайм (449) 17. Монцельфельд (1272) 18. Мюльгайм-ан-дер-Мозель (1005) 19. Ноймаген-Дгрон (2313) 20. Піспорт (2023) 21. Фельденц (929) 22. Цельтінген-Рахтіг (2201) 23. Юрциг (913) - 2. Тальфанг-ам-Ербескопф 1. Бергліхт (429) 2. Брайт (290) 3. Буртшейд (110) 4. Бюдліх (223) 5. Гайденбург (706) 6. Гілерт (148) 7. Гільшайд (251) 8. Горат (413) 9. Грефендгрон (86) 10. Дгронеккен (127) 11. Дойзельбах (265) | 1. Етгерт (66) 2. Іммерт (162) 3. Люккенбург (94) 4. Мальборн (1357) 5. Мершбах (65) 6. Нойнкірхен (141) 7. Рородт (51) 8. Таллінг (216) 9. Тальфанг * (1795) 10. Шенберг (226) - 3. Трабен-Трарбах 1. Баузендорф (1343) 2. Бенгель (852) 3. Бург (Мозель) (366) 4. Вільвершейд (55) 5. Гонтгайм (783) 6. Діфенбах (82) 7. Енкірх (1400) 8. Ірменах (642) 9. Кінгайм (792) 10. Кіндербоєрн (998) 11. Креф (2202) 12. Лецбойрен (460) 13. Райль (958) 14. Трабен-Трарбах (місто) * (5554) 15. Флусбах (419) 16. Штаркенбург (233) - 4. Віттліх-Ланд [Центр: Віттліх] 1. Айзеншмітт (308) 2. Альтріх (1697) 3. Аренрат (381) 4. Бергвайлер (873) 5. Беттенфельд (671) 6. Бінсфельд (1248) 7. Брух (492) 8. Валльшайд (353) | 1. Гайдвайлер (169) 2. Гасборн (590) 3. Гекенмюнстер (145) 4. Гетцерат (2416) 5. Гіпперат (225) 6. Гладбах (360) 7. Граймерат (241) 8. Гросліттген (997) 9. Гупперат (606) 10. Дірфельд (14) 11. Діршейд (173) 12. Доденбург (102) 13. Драйс (1384) 14. Екфельд (361) 15. Еш (409) 16. Зальмталь (2444) 17. Зелем (965) 18. Карл (208) 19. Клаузен (1413) 20. Ландшайд (2202) 21. Лауфельд (517) 22. Мандершайд,-Штадт (1416) 23. Мерфельд (348) 24. Міндерліттген (707) 25. Мусвайлер (53) 26. Нідереффлінген (413) 27. Нідершайдвайлер (270) 28. Нірсбах (693) 29. Обереффлінген (270) 30. Обершайдвайлер (187) 31. Озанн-Монцель (1724) 32. Пантенбург (235) 33. Плайн (635) 34. Платтен (882) 35. Ріфеніх (722) 36. Шладт (143) 37. Шварценборн (57) |